# Хоендубрау
Хоендубрау или Висока Дубрава (њем. Hohendubrau, глсрп. Wysoka Dubrawa) општина је у њемачкој савезној држави Саксонија. Једно је од 59 општинских средишта округа Герлиц. Према процјени из 2010. у општини је живјело 2.162 становника. Посједује регионалну шифру (AGS) 14626190.

## Географски и демографски подаци
Хоендубрау се налази у савезној држави Саксонија у округу Герлиц. Општина се налази на надморској висини од 132 метра. Површина општине износи 45,4 km². У самом мјесту је, према процјени из 2010. године, живјело 2.162 становника. Просјечна густина становништва износи 48 становника/km².

## Галерија слика
- Хохендубрау-Даубан. Обласна карта из 1759.